# Stillingia sylvatica
Stillingia sylvatica är en törelväxtart som beskrevs av Carl von Linné. Stillingia sylvatica ingår i släktet Stillingia och familjen törelväxter.

## Underarter
Arten delas in i följande underarter:
- S. s. sylvatica
- S. s. tenuis

## Bildgalleri

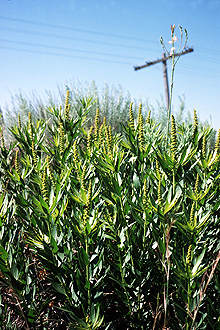